# Marcel Levi
Marcel Levi (Amsterdam, 25 september 1964) is een Nederlandse internist en hoogleraar geneeskunde. Levi is sinds 1 april 2021 voorzitter van de Nederlandse Organisatie voor Wetenschappelijk Onderzoek (NWO). NWO is een van de belangrijkste wetenschapsfinanciers in Nederland.

## Leven en werk
Levi doorliep de middelbare school aan het Vossius Gymnasium in Amsterdam. Vanaf 1982 studeerde hij geneeskunde aan de Universiteit van Amsterdam, waar hij in 1991 ook promoveerde. In 1997 werd hij internist in het Academisch Medisch Centrum in Amsterdam. In 1998-1999 was hij postdoc aan het Center for Transgene Technology and Gene Therapy van de Katholieke Universiteit Leuven. Enkele jaren later werd Levi hoogleraar in Amsterdam, en in 2010 werd hij decaan van de geneeskunde-faculteit van de Universiteit van Amsterdam, en leidde hij het Academisch Medisch Centrum in Amsterdam.
In 2016 werd Levi door Elsevier Weekblad uitgeroepen tot Nederlander van het Jaar, vanwege de manier waarop hij het AMC bestuurd had. In 2017 ging Levi naar Londen, waar hij Chief Executive van de University College London Hospitals werd.
Levi is lid van de Koninklijke Nederlandse Akademie van Wetenschappen. Sinds 2019 schrijft hij een wekelijkse column in Het Parool en sinds 2022 ook een maandelijkse column in HP/De Tijd.

## NWO
Levi is sinds april 2021 voorzitter van de Nederlandse Organisatie voor Wetenschappelijk Onderzoek (NWO), als opvolger van de natuurkundige Stan Gielen.

## Publicaties (selectie)
- Marcel Levi: Besturen in een doktersjas. Columns uit Medisch Contact. Utrecht, Medisch Contact, 2017. ISBN 978-90-823155-3-0
- Marcel Levi: Kansen voor de inwendige geneeskunde. Amsterdam, Vossiuspers, 2001 (Inaugurele rede Universiteit van Amsterdam)
- Marcel Levi & Hugo Ten Cate: 'Disseminated intravascular coagulation'. In: New England Journal of Medicine, 1991, 341, 8, p. 586-592
- Marcel M. Levi: Activation and inhibition of the fibrinolytic system. Amsterdam, Rodopi, 1991. (Proefschrift Universiteit van Amsterdam)